# أحمد العطار
أحمد بن محمد الحسني البغدادي الشهير بـالعطّار (23 سبتمبر 1713 - 23 ديسمبر 1800) فقيه وشاعر عراقي في القرن الثامن عشر الميلادي/ الثاني عشر الهجري.  ولد في بغداد ونشأ بها وهاجر إلى النجف لدراسة العلوم الدينية، وعمره عشر سنوات وقرأ على محمد تقي الدورقي ومحمد مهدي الفَتّوني وجعفر كاشف الغطاء ومحمد مهدي بحر العلوم. له في الشعر منظومة في الرجال و ديوان في نحو خمسة آلاف بيت، ذكر فيه قصائداً في مدح ورثاء أهل البيت وأئمة الإثني عشرية. توفي في النجف و دُفِن في العتبة العلوية.

## سيرته
ولد السيّد أحمد بن محمد بن علي بن سيف الدين الحسني البغدادي في بغداد يوم 4 رمضان 1125/ 23 سبتمبر 1713 ونشأ بها. كان والده (المتوفّى سنة 1171 هـ/ 1757 م) شاعراً وله ديوان صغير، وأعقب أربعة أولاد: أحمد ومصطفى وإبراهيم وحسين. هاجر أحمد إلى النجف سنة 1135 هـ/ 1723 م وقرأ على كبار العلماء المقدّمات الأدبية والشرعية، ثم حضر الأبحاث العالية في الفقه الجعفري وأُصوله على محمد تقي الدورقي ومحمد مهدي الفَتّوني و جعفر كاشف الغطاء ومحمّد مهدي بحر العلوم ولازمه واختص به مدّة طويلة.

## وفاته
توفي بالنجف في يوم 7 شعبان 1215/ 23 ديسمبر 1800 و دُفِن في العتبة العلوية بالصحن الشريف في إيوان الذهب قرب مقبرة العلاّمة الحلّي. أرّخ محمد رضا الآزري وفاته:

## حياته الشخصية
أعقب بنتاً وأربعة أولاد: موسى وحسين وهادي ومحمد.

## مؤلفاته
- التحقيق إلى ما به حقيق في أُصول الفقه
- التحقيق في الفقه
- الحجال عن حال الرجال: أرجوزة
- ديوان شعره
- الرائق من أشعار الخلائق
- رياض الجنان في أعمال شهر رمضان